# Leioproctus punctatus
Leioproctus punctatus är en biart som först beskrevs av Smith 1853.  Leioproctus punctatus ingår i släktet Leioproctus och familjen korttungebin. Inga underarter finns listade i Catalogue of Life.

## Bildgalleri

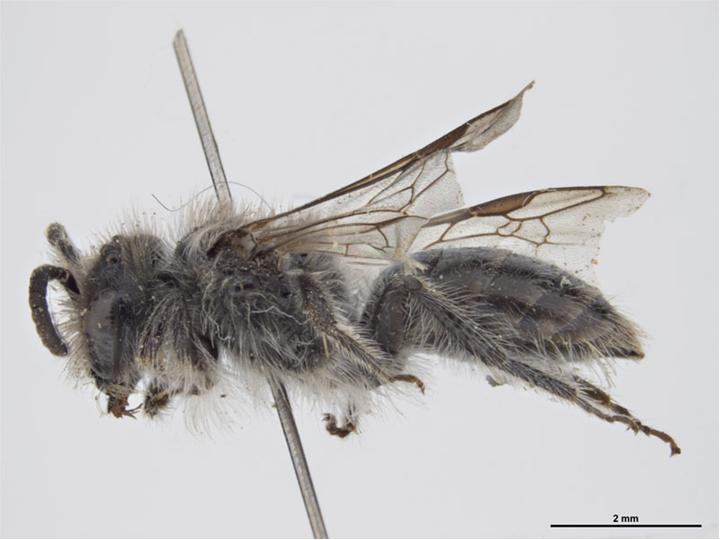